# Chiếu dụ Saint-Cloud
Chiếu dụ Saint-Cloud (tiếng Pháp: Ordonnances de Saint-Cloud), hay còn được gọi chiếu dụ Tháng bảy (Ordonnances de Juillet) là các chiếu dụ do vua Charles X ban bố ngày 26 tháng 7 năm 1830, thời Bourbon phục hoàng ở Pháp. Đây là nguyên nhân trực tiếp của Cách mạng Tháng bảy năm 1830 tại Paris.
Dưới thời Charles X, hai phe bảo hoàng cực đoan và tự do mâu thuẫn. Chính phủ của Jules de Polignac bị phái đối lập phản đối. Tháng 3 năm 1830, Nghị viện gửi nhà vua một bức thư thỉnh nguyện. Trả lời lại, ngày 26 tháng 7, Charles X ra chiếu dụ Saint-Cloud:
- Sắc lệnh thứ nhất đình chỉ quyền tự do báo chí, tất cả các xuất bản định kỳ phải được sự cho phép của chính phủ.
- Sắc lệnh thứ hai giải tán Nghị viện mới được bầu.
- Sắc lệnh thứ ba thay đổi thể thức bầu cử, giảm số nghị sĩ từ 428 xuống 258...
- Sắc lệnh thứ tư triệu tập đại cử tri vào tháng 9
- Sắc lệnh thứ nam và sáu chỉ định Hội đồng Nhà nước.

Ngay lập tức dân Paris nổi dậy, chống lại quân đội hoàng gia. Trong ba ngày 27, 28 và 29, Cách mạng Tháng bảy khiến khoảng 1000 người thiệt mạng. Charles X trốn khỏi Paris. Các nghị sĩ đồng ý đưa Louis-Philippe I lên làm vua, bắt đầu nền Quân chủ Tháng bảy.